# Monte Cavallo (Alpi Apuane)
Il monte Cavallo è la seconda cima della catena toscana delle Alpi Apuane, al confine tra le provincie di Massa Carrara e Lucca. La vetta, situata nel territorio del comune di Vagli Sotto, appartiene al massiccio del monte Pisanino, diviso da questo dalla foce di Cardeto, importante crocevia per i sentieri CAI. 
Su questa montagna insistono alcune cave di marmo, duramente criticate dal movimento No Cav.

## Caratteristiche
Il monte Cavallo si trova:
- A 1 km a piedi dalla foce di Cardeto;
- A 3 km a piedi dal rifugio Donegani (località in val Serenaia raggiungibile in auto);
- A 3,5 km a piedi dal Monte Tombaccia;
- A 6 km a piedi da Vagli di Sotto e dal lago di Vagli, raggiungibili in auto;

Dal monte Cavallo nascono, sia dal versante orientale che da quello occidentale, e meridionale, tre dei più importanti rami del Fiume Serchio:
- Il Serchio di Gramolazzo, dal versante ovest, si immette subito nella famosa val Serenaia, delimitata dai monti Contrario (1790 m s.l.m.), Pisanino e Pizzo d'Uccello (1781 m s.l.m.).
- Il torrente Acqua Bianca, dal versante est, il maggiore affluente del Serchio di Gramolazzo che si immette nell'omonimo lago, percorrendo una valle delimitata dai monti Pisanino,  Tombaccia (1365 m s.l.m.),  Mirandola (1500 m s.l.m.) e Tontorone (1100 m s.l.m.).
- Il fiume Frigido, passante per la città di Massa orientandosi in una valle ad alto valore ambientale e culturale.

## Accesso alla vetta
L'accesso alla vetta avviene mediante un itinerario di tipo alpinistico. Il panorama dalla cima spazia per tutta la valle del Fiume Frigido, e per tutte le cime delle Alpi Apuane orientali e occidentali e settentrionali.